# Klasika Primavera 2011
La Klasika Primavera 2011, cinquantasettesima edizione della corsa e valido come evento del circuito UCI Europe Tour 2011 categoria 1.1, si svolse il 10 aprile 2011 su un percorso di 171,6 km. Fu vinta dal francese Jonathan Hivert, al traguardo con il tempo di 4h02'15" alla media di 42,502 km/h.
Furono 89 i ciclisti che portarono a termine la gara.

## Ordine d'arrivo (Top 10)
| Pos. | Corridore          | Squadra        | Tempo    |
| ---- | ------------------ | -------------- | -------- |
| 1    | Jonathan Hivert    | Saur-Sojasun   | 4h02'15" |
| 2    | David López García | Movistar Team  | s.t.     |
| 3    | Nick Nuyens        | Saxo Bank      | s.t.     |
| 4    | Sergej Černeckij   | Russia         | s.t.     |
| 5    | Víctor Cabedo      | Orbea          | s.t.     |
| 6    | Delio Fernández    | Onda           | s.t.     |
| 7    | Amets Txurruka     | Euskaltel      | s.t.     |
| 8    | Robinson Chalapud  | Col. es Pasión | s.t.     |
| 9    | Javier Moreno      | Caja Rural     | s.t.     |
| 10   | Mauricio Ardila    | Geox-TMC       | s.t.     |